# Henri Corbeels
Henri Corbeels, né le 27 octobre 1871 à Herent et décédé le 24 février 1950 à Wilsele fut un homme politique belge socialiste.
Corbeels fut métallurgiste (1921) et ouvrier en usine (1926).
Il fut élu conseiller communal (1921-46) et échevin (1921-26), puis bourgmestre (1927-43; 1944-46) de Wilsele étant épuré par l'occupant en 1943; sénateur de l'arrondissement de Louvain (1936-1946).

## Sources
- Bio sur ODIS